# Edward Chodkowski

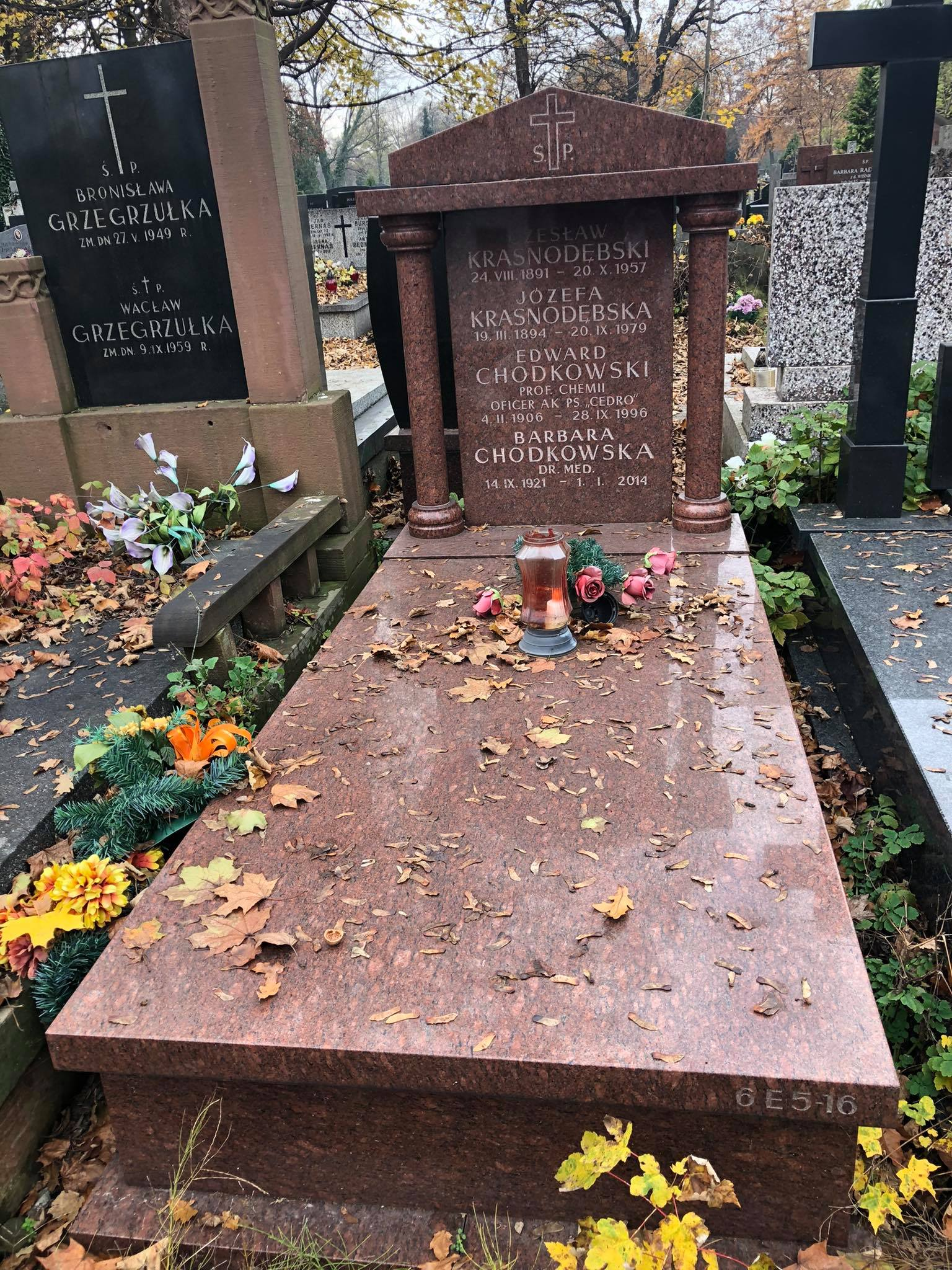
Grób Edwarda Chodkowskiego na cmentarzu Bródnowskim

Edward Chodkowski (ur. 4 lutego 1906 w Trosiejkach, zm. 28 września 1996 w Łodzi) – polski chemik.

## Życiorys
W 1927 ukończył gimnazjum im. Adama Mickiewicza w Nowogródku, a następnie odbył obowiązkową roczną służbę wojskową w Berezie Kartuskiej w Szkole Podchorążych Rezerwy. W 1928 rozpoczął studia na Uniwersytecie im. Stefana Batorego w Wilnie, w 1935 ukończył je uzyskując stopień magistra filozofii w zakresie chemii. Następnie przez dwa lata pracował jako asystent na Wydziale Farmacji Uniwersytetu Warszawskiego, równolegle studiował na Wydziale Chemii, studia ukończył w 1939. Od września 1938 pracował pod kierunkiem prof. Tadeusza Urbańskiego w Instytucie Technicznym Uzbrojenia w Rembertowie. 7 września 1939 podczas próby przedostania się do Rumunii konwój, którym się poruszał został zatrzymany w Mizoczu przez Armię Czerwoną, podczas strzelaniny Edwardowi Chodkowskiemu udało się zbiec i przedostać na zajętą przez Rosjan Wileńszczyznę. Następnie pracował w budownictwie, leśnictwie i na kolei, po wkroczeniu Niemców powrócił do Trosiejek. We wrześniu 1941 wstąpił w szeregi ZWZ przyjmując pseudonim Cedro, został zaprzysiężony przez komendanta Rejonu Horodyszcze powiat Baranowicze „Puszcza" ppor. Kazimierza Popkowskiego „Michała". Został skierowany do konspiracyjnej produkcji materiałów wybuchowych, prowadził magazyn broni i materiałów wybuchowych oraz prowadził nasłuch radiowy audycji nadawanych z Londynu. Po wkroczeniu Armii Czerwonej w lipcu 1944 został zdekonspirowany i powrócił w rodzinne strony, gdzie nawiązał kontakt z ukrywającymi się żołnierzami Armii Krajowej. Zaangażował się w tworzenie oddziału partyzanckiego w Worończy, ale zagrożenie ze strony NKWD sprawiło, że oddział zawiesił działalność. Razem z innymi podjął decyzję o wstąpieniu do Ludowego Wojska Polskiego, w listopadzie 1944 został wcielony do 2 Armii Wojska Polskiego. W stopniu podporucznika, a następnie porucznika pełnił obowiązku starszego pirotechnika batalionu. We wrześniu 1945 przeszedł do rezerwy i został pracownikiem naukowym w Katedrze Chemii Organicznej, a następnie Katedrze Technologii Chemicznej Organicznej Politechniki Łódzkiej jako starszy asystent i adiunkt. Od 1952 do 1962 był kierownikiem Katedry Technologii Chemicznej Organicznej na Politechnice Szczecińskiej jako zastępca profesora, w tym czasie obronił doktorat. W 1963 powrócił do Łodzi, gdzie w Instytucie Włókien Sztucznych i Syntetycznych był kierownikiem Zakładu Analiz Pomocniczych. W 1976 przeszedł na emeryturę.
Opublikował 28 prac naukowych, otrzymał 7 patentów i wykształcił 67 technologów chemików.
Pochowany na cmentarzu Bródnowskim (kw. 6E, rząd V, grób 18).

## Odznaczenia
- Krzyż Partyzancki;
- Krzyż Armii Krajowej;
- Odznaka Weterana Walk o Niepodległość.